# Hrvatske općine i gradovi
Općine i gradovi prema Ustavu Republike Hrvatske jedinice su lokalne samouprave. Teritorij Republike Hrvatske administrativno je podijeljen na 128 gradova i 428 općina. Općine i gradovi u Hrvatskoj čine drugu razinu samouprave. Županije su više jedinice, nazvane područnom samoupravom, koje su ustrojene od općina i gradova.
Grad je u hrvatskom zakonodavstvu svako naseljeno mjesto koje je urbana, povijesna, prirodna, gospodarska i društvena cjelina, a koje ima više od deset tisuća stanovnika ili je sjedište županije. Zbog povijesnih, gospodarskih ili geoprometnih razloga gradovima se mogu proglasiti i neka druga mjesta. Gradovi kao jedinice lokalne samouprave često uključuju prigradska naselja koja s urbanim središnjim naseljem čine gospodarsku i društvenu cjelinu te su s njim povezana dnevnim migracijskim kretanjima i svakodnevnim potrebama stanovništva od lokalnog značenja. Godine 2005., izmjenom Zakona o lokalnoj područnoj (regionalnoj) samoupravi, uveden je veliki grad, posebna vrsta jedinica lokalne samouprave koja je  ujedno gospodarsko, financijsko, kulturno, zdravstveno, prometno i znanstveno središte razvitka šireg okruženja i koje ima više od 35 000 stanovnika.
Općina je jedinica lokalne samouprave sastavljena od više naselja koja povezuju zajednički interesi stanovništva u području koje je prirodna, gospodarska i društvena cjelina.
Naselje je mjesto stalnog ili povremenog boravka ljudi u kojem se odvijaju proizvodnja i druge djelatnosti, te njihov osobni i društveni život. Dijele se na gradska ili urbana, te seoska ili ruralna. Svako se naselje može nalaziti samo na području jedne jedinice lokalne samouprave, a područja svih naselja samoupravne jedinice pokrivaju njeno ukupno područje; granice im se određuju po prirodnim, zemljopisnim, društvenim, kulturnim i gospodarskim značajkama i idu granicama katastarskih čestica.
Jedinice lokalne samouprave obavljaju poslove iz lokalnog djelokruga kojima se neposredno ostvaruju potrebe građana, a osobito poslove koji se odnose na uređenje naselja i stanovanja, prostorno i urbanističko planiranje, komunalne djelatnosti, brigu o djeci, socijalnu skrb, primarnu zdravstvenu zaštitu, odgoj i osnovno obrazovanje, kulturu, tjelesnu kulturu i sport, zaštitu potrošača, zaštitu i unapređenje prirodnog okoliša, protupožarnu i civilnu zaštitu.
Područja općina, odnosno gradova, njihov naziv, sjedište njihovih tijela, osnivanje novih te ukidanje ili spajanje postojećih općina, odnosno gradova, izdvajanje pojedinih naselja iz sastava jedne općine ili grada i uključivanje tih naselja u sastav druge općine ili grada, promjene granica kao i druga pitanja od važnosti za teritorijalne promjene jedinica lokalne samouprave u Republici Hrvatskoj uređeno je Zakonom o područjima županija, gradova i općina u Republici Hrvatskoj (Narodne novine 86/2006.). Zakon propisuje da će se pri svakoj promjeni područja općine ili grada prethodno tražiti mišljenje stanovnika te jedinice (uobičajeno je izjašnjavanje građana na lokalnom referendumu).
Općina i grad su pravne osobe. Imaju svoj statut koje donosi njihovo predstavničko tijelo (općinsko vijeće u općini, odnosno gradsko vijeće u gradu). Statutom se podrobnije uređuje njihov samoupravni djelokrug, njena obilježja, javna priznanja, ustrojstvo, ovlasti i način rada tijela, način obavljanja poslova, oblici konzultiranja građana, provođenje referenduma u pitanjima iz djelokruga, mjesna samouprava, ustrojstvo i rad javnih službi, oblici suradnje jedinica lokalne samouprave te druga pitanja od važnosti za ostvarivanje prava i obveza. 
Obilježja jedinica lokalne samouprave su zastava i grb. Grb i zastava utvrđuju se statutom ili statutarnom odlukom uz prethodno odobrenje središnjeg tijela državne uprave nadležnog za lokalnu i područnu (regionalnu) samoupravu (tj. Središnjeg državnog ureda za upravu).
Hrvatske općine i gradovi od 1975. do 1993. bile su udružene u Savez gradova i općina Savezne Republike Hrvatske, od 1993. do 2002. u Savez gradova i općina Republike Hrvatske, a od 2002. Udruga općina u Republici Hrvatskoj i Udruga gradova djeluju kao samostalne udruge.

## Samoupravni djelokrug općina i gradova
Općine i gradovi u svom samoupravnom djelokrugu obavljaju poslove lokalnog značaja kojima se neposredno ostvaruju potrebe građana, a koji nisu Ustavom ili zakonom dodijeljeni državnim tijelima i to osobito poslove koji se odnose na:
- uređenje naselja i stanovanje u skladu sa županijskim planom,
- prostorno i urbanističko planiranje u skladu sa županijskim planom,
- komunalno gospodarstvo,
- skrb o djeci,
- socijalnu skrb,
- primarnu zdravstvenu zaštitu,
- odgoj i osnovno obrazovanje,
- kulturu, tjelesnu kulturu i šport,
- zaštitu potrošača,
- zaštitu i unapređenje prirodnog okoliša,
- protupožarnu i civilnu zaštitu,
- lokalni promet na svom području ne ubrajajući državne i županijske prometnice,
- poslove koji su im zakonom stavljeni u djelokrug.

Veliki gradovi, kao i gradovi sjedišta županija u svom samoupravnom djelokrugu obavljaju poslove koji se odnose na:
- uređenje naselja i stanovanje,
- prostorno i urbanističko planiranje,
- komunalno gospodarstvo,
- skrb o djeci,
- socijalnu skrb,
- primarnu zdravstvenu zaštitu,
- odgoj i obrazovanje,
- kulturu, tjelesnu kulturu i šport,
- zaštitu potrošača,
- zaštitu i unapređenje prirodnog okoliša,
- protupožarnu i civilnu zaštitu,
- promet na svom području
- održavanje javnih cesta,
- izdavanje građevinskih i lokacijskih dozvola, drugih akata vezanih uz gradnju, te provedbu dokumenata prostornog uređenja,
- te ostale poslove koji su im zakonom stavljeni u djelokrugu.

Veliki gradovi, kao i gradovi sjedišta županija, imaju širi samoupravni djelokrug nego općine i gradovi. Uz sve to, veliki gradovi mogu obavljati i neke poslove iz djelokruga županije (za djelokrug županija vidjeti članak: Hrvatske županije)
Odlukom svog predstavničkog tijela, općina odnosno grad mogu u skladu sa svojim statutom i statutom županije, prenijeti pojedini poslovi iz svog samoupravnog djelokruga na županiju. Isto tako, predstavničko tijelo može i tražiti od županijske skupštine da joj, uz suglasnost središnjeg tijela državne uprave nadležnog za poslove lokalne i područne (regionalne) samouprave, povjeri obavljanje određenih poslova iz samoupravnog djelokruga županije na području te jedinice, ako može osigurati dovoljno prihoda za njihovo obavljanje.
Osim gore spomenutih tzv. izvornih odnosno samoupravnih poslova, gradovi i općine mogu obavljati i određene poslove državne uprave (dakle poslove koje su inače dodijeljeni tijelima na državnoj razini). Poslovi državne uprave (tzv. povjereni poslovi) koje mogu obavljati općine i gradovi kao jedinice lokalne samouprave, određuju se zakonom.

## Tijela jedinica lokalne samouprave

### Općinsko i gradsko vijeće (predstavničko tijelo)
O izborima za članove predstavničkih tijela vidjeti članak Lokalni izbori u Hrvatskoj
Općinsko vijeće u općinama, odnosno gradsko vijeće u gradovima predstavničko je tijelo građana i tijela lokalne samouprave koje donose akte u okviru djelokruga jedinice lokalne samouprave te obavljaju druge poslove u skladu sa zakonom i statutom.
Broj članova predstavničkog tijela mora biti neparan, a određuje se statutom općine, odnosno grada i to tako da predstavničko tijelo:
- općine koja ima do 3.000 stanovnika, ima od sedam do trinaest članova,
- općine koja ima od 3.001 do 10.000 stanovnika, ima od devet do petnaest članova,
- općine i grada koji ima od 10.001 do 30.000 stanovnika, ima od trinaest do devetnaest članova,
- grada koji ima više od 30.000 stanovnika, ima od devetnaest do tridesetpet članova.

Mandat članovima predstavničkih tijela traje 4 godine. Članovi predstavničkog tijela nemaju obvezujući mandat i nisu opozivi. Član predstavničkog tijela dužnost obavlja počasno i za to ne prima plaću, ali ima pravo na naknadu troškova u skladu s odlukom predstavničkog tijela.
Predstavničko tijelo ima predsjednika i do dva potpredsjednika, koji se biraju većinom glasova svih članova predstavničkog tijela.
Predstavničko tijelo (općinsko, odnosno gradsko vijeće):
1. donosi statut jedinice lokalne samouprave,
2. donosi odluke i druge opće akte kojima uređuje pitanja iz samoupravnog djelokruga jedinice lokalne samouprave,
3. osniva i bira članove radnih tijela vijeća,
4. uređuje ustrojstvo i djelokrug upravnih tijela općine, odnosno grada,
5. osniva javne ustanove i druge pravne osobe za obavljanje gospodarskih, društvenih, komunalnih i drugih djelatnosti od interesa za općinu ili grad,
6. obavlja i druge poslove koji su zakonom ili drugim propisom stavljeni u djelokrug predstavničkog tijela.

Predstavničko tijelo donosi odluke većinom glasova ako je na sjednici nazočna većina članova predstavničkog tijela. Statut, proračun i godišnji obračun donose se većinom glasova svih članova predstavničkog tijela.

### Općinski načelnik i gradonačelnik (izvršna tijela)
Izvršno tijelo u općini je općinski načelnik. 
Izvršno tijelo u gradu je gradonačelnik.
Općinski načelnik i gradonačelnik biraju se neposredno.
Općinski načelnik, odnosno gradonačelnik ima do dva zamjenika. Općinski načelnik, odnosno gradonačelnik predstavlja općinu, odnosno grad.

### Upravni odjeli i službe
Za obavljanje poslova iz samoupravnog djelokruga jedinica lokalne samouprave kao i poslova državne uprave prenijetih na te jedinice ustrojavaju se upravni odjeli i službe (upravna tijela) na čelu kojih su pročelnici, koje temeljem javnog natječaja, imenuje (grado)načelnik.
U općinama (manjim) može se ustrojiti i jedinstveni upravni odjel.

## Vanjske poveznice
- Udruga gradova u RH
- Udruga općina u RH  Arhivirana inačica izvorne stranice od 14. srpnja 2014. (Wayback Machine)

| Ostale općine i gradovi po županijama u Hrvatskoj |
| |
| Zagrebačka županija • Krapinsko-zagorska županija • Sisačko-moslavačka županija • Karlovačka županija • Varaždinska županija • Koprivničko-križevačka županija • Bjelovarsko-bilogorska županija • Primorsko-goranska županija • Ličko-senjska županija • Virovitičko-podravska županija • Požeško-slavonska županija • Brodsko-posavska županija • Zadarska županija • Osječko-baranjska županija • Šibensko-kninska županija • Vukovarsko-srijemska županija • Splitsko-dalmatinska županija • Istarska županija • Dubrovačko-neretvanska županija • Međimurska županija |
| |
| Popis općina u Hrvatskoj • Popis gradova u Hrvatskoj |